# Västra Stenby

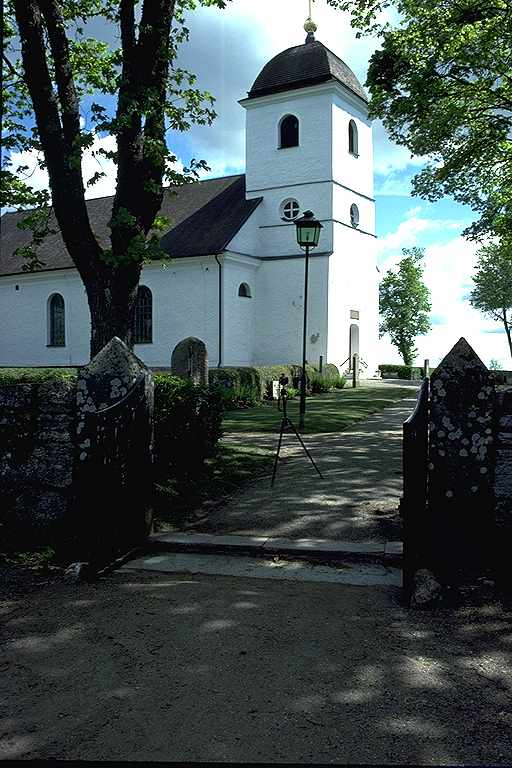
Västra stenby kyrka

Västra Stenby är kyrkbyn i Västra Stenby socken i Motala kommun, Östergötland. Nuvarande kyrkan uppfördes 1811-1812 på samma plats som Kälvestens gamla kyrka. Invid Västra Stenby kyrka ligger skolan med tre ljust putsade byggnader. På kyrktomten står en runsten som tidigare var inmuras i både den gamla och nya kyrkan, det är Östergötlands runinskrifter 8. Väster om kyrkan, vid ålderdomshemmet, ligger den så kallade Birgittas källa.